# Aunis
Aunis (sentonško Aulni) je nekdanja provinca v zahodni Franciji s središčem v La Rochelle, ukinjena med francosko revolucijo, ko je njeno ozemlje skupaj s pretežnim delom ozemlja province Saintonge pripadlo novoustanovljenemu departmaju Charente-Inférieure, 4. septembra 1941 preimenovanemu v Charente-Maritime.
Ime province se prvikrat omenja leta 785 kot »pagus Alnensis« po delitvi Akvitanije na devet grofij, ki jih je z odlokom določil Karel Veliki leta 778, v zapuščini grofa Rogerja. Aunis, usidrana med Poitou na severu in severovzhodu (Marais Poitevin, Niortais), Saintonge na jugu in jugovzhodu (Basse Saintonge, Rochefortais) ter Atlantski ocean na zahodu je bila po površini najmanjša v celotnem Francoskem kraljestvu. Poleg celinskega dela sta ji pripadala še bližnja otoka Île de Ré in Île d'Aix.